# Copa de la Liga de Inglaterra 2017-18
La Copa de la Liga de Inglaterra 2017-18, también conocida como EFL Cup y por motivos de patrocinio Carabao Cup, fue la quincuagésima octava edición del torneo resultando campeón el Manchester City derrotando al Arsenal por 3-0. Es una competición que se juega en formato de eliminación directa a un solo partido en la que participan equipos de la liga de fútbol profesional de Inglaterra y Gales. El campeón clasifica a la tercera ronda de la UEFA Europa League 2018-19.

## Distribución
El torneo está organizado de forma que lleguen 32 equipos a la tercera ronda. Los equipos que juegan competiciones europeas durante esta temporada entran directamente en la tercera ronda, los demás equipos de la Premier League entran en la segunda ronda, y los demás equipos de la Football League en la primera ronda.
|                            | Equipos que entran en esta ronda                                                                                       | Equipos que pasan de la ronda anterior |
| -------------------------- | --- | -------------------------------------- |
| Primera ronda (70 equipos) | - 24 equipos de Football League Two - 24 equipos de Football League One - 22 equipos de Football League Championship   |                                        |
| Segunda ronda (50 equipos) | - 2 equipos de Football League Championship - 13 equipos de la Premier League (no envueltos en competiciones europeas) | - 35 ganadores de la primera ronda     |
| Tercera ronda (32 equipos) | - 7 equipos de la Premier League (envueltos en competiciones europeas)                                                 | - 25 ganadores de la segunda ronda     |
| Cuarta ronda (16 equipos)  | | - 16 ganadores de la tercera ronda     |
| Quinta ronda (8 equipos)   | | - 8 ganadores de la cuarta ronda       |
| Semifinales (4 equipos)    | | - 4 ganadores de la quinta ronda       |
| Final (2 equipos)          | | - 2 ganadores de las semifinales       |

## Equipos
Entre paréntesis como se clasificó cada equipo para entrar en la ronda correspondiente:
- PL: Premier League
- CH: Football League Championship
- L1: Football League One
- L2: Football League Two
- FC: Football Conference
- 2º, 3º, 4º, 5º etc.: posición en liga

| Tercera ronda                    | Tercera ronda                | Tercera ronda                  | Tercera ronda               |
| -------------------------------- | ---------------------------- | ------------------------------ | --------------------------- |
| Chelsea (PL 1º)                  | Manchester City (PL 3º)      | Arsenal (PL 5º)                | Everton (PL 7º)             |
| Tottenham Hotspur (PL 2º)        | Liverpool (PL 4º)            | Manchester United (PL 6º)      |                             |
| Segunda ronda                    |                              |                                |                             |
| Southampton (PL 8º)              | Leicester City (PL 12º)      | Burnley (PL 16º)               | Huddersfield Town (CH 5º)   |
| Bournemouth (PL 9º)              | Stoke City (PL 13º)          | Watford (PL 17º)               | Hull City (PL 18º)          |
| West Bromwich Albion (PL 10º)    | Crystal Palace (PL 14º)      | Newcastle United (CH 1º)       | Middlesbrough (PL 19º)      |
| West Ham United (PL 11º)         | Swansea City (PL 15º)        | Brighton & Hove Albion (CH 2º) |                             |
| Primera ronda                    |                              |                                |                             |
| Sunderland (PL 20º)              | Nottingham Forest (CH 21º)   | Wimbledon (L1 15º)             | Wycombe Wanderers (L2 9º)   |
| Reading (CH 3º)                  | Sheffield United (L1 1º)     | Northampton Town (L1 16º)      | Stevenage (L2 10º)          |
| Sheffield Wednesday (CH 4º)      | Bolton Wanderers (L1 2º)     | Oldham Athletic (L1 17º)       | Cambridge United (L2 11º)   |
| Fulham (CH 6º)                   | Millwall (L1 6º)             | Shrewsbury Town (L1 18º)       | Mansfield Town (L2 12º)     |
| Leeds United (CH 7º)             | Blackburn Rovers (CH 22º)    | Bury (L1 19º)                  | Accrington Stanley (L2 13º) |
| Norwich City (CH 8º)             | Wigan Athletic (CH 23º)      | Gillingham (L1 20º)            | Grimsby Town (L2 14º)       |
| Derby County (CH 9º)             | Rotherham United (CH 24º)    | Portsmouth (L2 1º)             | Barnet (L2 15º)             |
| Brentford (CH 10º)               | Scunthorpe United (L1 3º)    | Plymouth Argyle (L2 2º)        | Notts County (L2 16º)       |
| Preston North End (CH 11º)       | Fleetwood Town (L1 4º)       | Doncaster Rovers (L2 3º)       | Crewe Alexandra (L2 17º)    |
| Cardiff City (CH 12º)            | Bradford City (L1 5º)        | Blackpool (L2 7º)              | Morecambe (L2 18º)          |
| Aston Villa (CH 13º)             | Southend United (L1 7º)      | Port Vale (L1 21º)             | Crawley Town (L2 19º)       |
| Barnsley (CH 14º)                | Oxford United (L1 8º)        | Swindon Town (L1 22º)          | Yeovil Town (L2 20º)        |
| Wolverhampton Wanderers (CH 15º) | Rochdale (L1 9º)             | Coventry City (L1 23º)         | Cheltenham Town (L2 21º)    |
| Ipswich Town (CH 16º)            | Bristol Rovers (L1 10º)      | Chesterfield (L1 24º)          | Newport County (L2 22º)     |
| Bristol City (CH 17º)            | Peterborough United (L1 11º) | Luton Town (L2 4º)             | Lincoln City (FC 1º)        |
| Queens Park Rangers (CH 18º)     | Milton Keynes Dons (L1 12º)  | Exeter City (L2 5º)            | Forest Green Rovers (FC 3º) |
| Birmingham City (CH 19º)         | Charlton (L1 13º)            | Carlisle United (L2 6º)        |                             |
| Burton Albion (CH 20º)           | Walsall (L1 14º)             | Colchester United (L2 8º)      |                             |

## Primera ronda
En esta ronda participan los 24 equipos de la Liga Two, los 24 equipos de la Liga One, y los 22 equipos del Championship.
Números entre paréntesis representan la liga en que participan en la temporada 2017-18. El 1 Liga Premier, el 2 Championship, el 3 Liga One y el 4 Liga Two.
Las eliminatorias son a partido único. En negrilla los equipos que avanzan a la siguiente ronda.
| 8 de agosto de 2017, 19:45 | (3) Wimbledon       | 1 - 3 (pró.) | Brentford (2)                                                     | Kingsmeadow, Londres                                      |                                                           |
|                            | - Paul Robinson 25' | Reporte      | - Romaine Sawyers 69' - Ollie Watkins 105+1' - Justin Shaibu 119' | Asistencia: 3229 espectadores Árbitro(s): Dean Whitestone | Asistencia: 3229 espectadores Árbitro(s): Dean Whitestone |

| 8 de agosto de 2017, 19:45 | (4) Accrington Stanley                                          | 3 - 2   | Preston North End (2)     | Wham Stadium, Accrington                                 |                                                          |
|                            | - Ben Richards-Everton 20' - Jordan Clark 86' - Billy Kee 90+3' | Reporte | - Jordan Hugill 70' 90+1' | Asistencia: 2879 espectadores Árbitro(s): Eddie Ilderton | Asistencia: 2879 espectadores Árbitro(s): Eddie Ilderton |

| 8 de agosto de 2017, 19:45 | (2) Barnsley                                             | 4 - 3   | Morecambe (4)                                                      | Oakwell Stadium, Barnsley                             |                                                       |
|                            | - Tom Bradshaw 2' 46' - Ike Ugbo 22' - Ryan Hedges 90+5' | Reporte | - Sam Lavelle 45+1' - Michael Rose 49' (pen.) - Vadaine Oliver 82' | Asistencia: 4062 espectadores Árbitro(s): Darren Bond | Asistencia: 4062 espectadores Árbitro(s): Darren Bond |

| 8 de agosto de 2017, 19:45 | (2) Birmingham                                        | 5 - 1   | Crawley Town (4)      | St Andrew's Stadium, Birmingham                             |                                                             |
|                            | - C. Adams 27' 42' 66' - D. Davis 38' - R. Tesche 49' | Reporte | - Panutche Camara 86' | Asistencia: 7814 espectadores Árbitro(s): Michael Salisbury | Asistencia: 7814 espectadores Árbitro(s): Michael Salisbury |

| 8 de agosto de 2017, 19:45 | (3) Bradford                          | 2 - 3   | Doncaster Rovers (3)                                        | Valley Parade, Bradford                                   |                                                           |
|                            | - Dominic Poleon 35' - Alex Jones 84' | Reporte | - Alfie May 8' - Rodney Kongolo 71' - Benjamin Whiteman 88' | Asistencia: 3175 espectadores Árbitro(s): Darren Drysdale | Asistencia: 3175 espectadores Árbitro(s): Darren Drysdale |

| 8 de agosto de 2017, 19:45 | (2) Bristol City                                                               | 5 - 0   | Plymouth Argyle (3) | Ashton Gate Stadium, Bristol                              |                                                           |
|                            | - J. Hegeler 2' - N. Baker 14' - K. Smith 19' - F. Hinds 39' - J. Paterson 79' | Reporte |                     | Asistencia: 9838 espectadores Árbitro(s): Oliver Langford | Asistencia: 9838 espectadores Árbitro(s): Oliver Langford |

| 8 de agosto de 2017, 19:45 | (3) Bristol Rovers                                             | 4 - 1   | Cambridge United (4) | Memorial Stadium, Bristol                               |                                                         |
|                            | - Billy Bodin 13' 42' - Ellis Harrison 61' - Liam Sercombe 70' | Reporte | - Uche Ikpeazu 66'   | Asistencia: 4114 espectadores Árbitro(s): Kevin Johnson | Asistencia: 4114 espectadores Árbitro(s): Kevin Johnson |

| 8 de agosto de 2017, 19:45 | (2) Cardiff City                                 | 2 - 1 (pró.) | Portsmout (3)              | Cardiff City Stadium, Cardiff                          |                                                        |
|                            | - Nathaniel Mendez-Laing 48' - Greg Halford 113' | Reporte      | - Sean Morrison 32' (a.g.) | Asistencia: 6592 espectadores Árbitro(s): Steve Martin | Asistencia: 6592 espectadores Árbitro(s): Steve Martin |

| 8 de agosto de 2017, 19:45 | (4) Coventry City   | 1 - 3   | Blackburn Rovers (3)                                           | Ricoh Arena, Coventry                                    |                                                          |
|                            | - Duckens Nazon 22' | Reporte | - Corry Evans 16' - Richard Smallwood 33' - Dominic Samuel 56' | Asistencia: 5372 espectadores Árbitro(s): Darren England | Asistencia: 5372 espectadores Árbitro(s): Darren England |

| 8 de agosto de 2017, 19:45 | (4) Exeter City  | 1 - 2   | Charlton Athletic (3)                       | St James Park, Exeter                                  |                                                        |
|                            | - Lee Holmes 54' | Reporte | - Billy Clarke 72' - Regan Charles-Cook 79' | Asistencia: 2699 espectadores Árbitro(s): Tim Robinson | Asistencia: 2699 espectadores Árbitro(s): Tim Robinson |

| 8 de agosto de 2017, 19:45 | (3) Fleetwood Town            | 1 - 2 (pró.) | Carlisle United (4)                  | Highbury Stadium, Fleetwood                                |                                                            |
|                            | - Jordie Hiwula-Mayifuila 69' | Reporte      | - Shaun Miller 22' - Tom Miller 101' | Asistencia: 1711 espectadores Árbitro(s): Graham Salisbury | Asistencia: 1711 espectadores Árbitro(s): Graham Salisbury |

| 8 de agosto de 2017, 19:45 | (4) Forest Green Rovers | 0 - 1 (pró.) | Milton Keynes Dons (3) | The New Lawn, Nailsworth                                    |                                                             |
|                            |                         | Reporte      | - Gboly Ariyibi 110'   | Asistencia: 1608 espectadores Árbitro(s): Anthony Backhouse | Asistencia: 1608 espectadores Árbitro(s): Anthony Backhouse |

| 8 de agosto de 2017, 19:45 | (4) Luton Town | 0 - 2   | Ipswich Town (2)             | Kenilworth Road, Luton                                |                                                       |
|                            |                | Reporte | - David McGoldrick 34' 90+3' | Asistencia: 4610 espectadores Árbitro(s): Andy Haines | Asistencia: 4610 espectadores Árbitro(s): Andy Haines |

| 8 de agosto de 2017, 19:45 | (4) Mansfield Town | 0 - 1   | Rochdale (3)       | Field Mill, Mansfield                                 |                                                       |
|                            |                    | Reporte | - Callum Camps 17' | Asistencia: 1457 espectadores Árbitro(s): Andy Madley | Asistencia: 1457 espectadores Árbitro(s): Andy Madley |

| 8 de agosto de 2017, 19:45 | (2) Millwall        | 2 - 0   | Stevenage (4) | The Den, Londres                                    |                                                     |
|                            | - T. Elliot 54' 67' | Reporte |               | Asistencia: 3096 espectadores Árbitro(s): S. Hooper | Asistencia: 3096 espectadores Árbitro(s): S. Hooper |

| 8 de agosto de 2017, 19:45 | (2) Norwich City                                    | 3 - 2   | Swindon Town (4)                     | Carrow Road, Norwich                                     |                                                          |
|                            | - C. Jerome 27' - W. Hoolahan 39' - J. Maddison 42' | Reporte | - O. Lancanshire 25' - P. Mullin 62' | Asistencia: 13166 espectadores Árbitro(s): G. Eltringham | Asistencia: 13166 espectadores Árbitro(s): G. Eltringham |

| 8 de agosto de 2017, 19:45 | (2) Nottingham Forest              | 2 - 1   | Shrewsbury Town (3) | City Ground, Nottingham                            |                                                    |
|                            | - M. Carayol 29' - J. Cummings 75' | Reporte | - S. Whalley 79'    | Asistencia: 7546 espectadores Árbitro(s): J. Busby | Asistencia: 7546 espectadores Árbitro(s): J. Busby |

| 8 de agosto de 2017, 19:45 | (3) Oxford United                          | 3 - 4 (pró.) | Cheltenham Town (4)                  | Kassam Stadium, Oxford                               |                                                      |
|                            | - M. Johnson 21' - J. Okiba 31' - Xemi 42' | Reporte      | - M. Eisa 9' 99' - D. Wright 66' 90' | Asistencia: 3179 espectadores Árbitro(s): G. Horwood | Asistencia: 3179 espectadores Árbitro(s): G. Horwood |

| 8 de agosto de 2017, 19:45 | (3) Peterborough United | 1 - 3   | Barnet (4)                                               | London Road Stadium, Peterborough                       |                                                         |
|                            | - G. Edwards 30'        | Reporte | - J. Akpa Akpro 22' - M. Vilhete 39' - S. Coulthirst 58' | Asistencia: 2725 espectadores Árbitro(s): T. Harrington | Asistencia: 2725 espectadores Árbitro(s): T. Harrington |

| 8 de agosto de 2017, 19:45 | (2) Queens Park Rangers | 1 - 0   | Northampton Town (3) | Loftus Road, Londres                                    |                                                         |
|                            | - Y. N'gbakoto 36'      | Reporte |                      | Asistencia: 4317 espectadores Árbitro(s): C. Breakspear | Asistencia: 4317 espectadores Árbitro(s): C. Breakspear |

| 8 de agosto de 2017, 19:45 | (3) Rotherham United            | 2 - 1   | Lincoln City (4) | New York Stadium, Rotherham                              |                                                          |
|                            | - J. Proctor 39' - A. Forde 78' | Reporte | - B. Knott 64'   | Asistencia: 5489 espectadores Árbitro(s): S. Stockbridge | Asistencia: 5489 espectadores Árbitro(s): S. Stockbridge |

| 8 de agosto de 2017, 19:45 | (3) Scunthorpe United                                                          | 3 - 3 (pró.) (6:5 p.)      | Notts County (4)                                                         | Glanford Park, Scunthorpe                         |                                                   |
|                            | - P. Madden 69' 105+1' - D. Holmes 86'                                         | Reporte                    | - J. Grant 22' - S. Brisley 90+2' - R. Yates 117'                        | Asistencia: 1874 espectadores Árbitro(s): D. Webb | Asistencia: 1874 espectadores Árbitro(s): D. Webb |
|                            |                                                                                | Tiros desde el punto penal |                                                                          |                                                   |                                                   |
|                            | - P. Madden - K. van Veen - H. Adelakun - C. Townsend - D. Redmond - D. Holmes |                            | - A. Smith - C. Thompson - R. Milsom - S. Brisley - J. Forte - M. Tootle |                                                   |                                                   |

| 8 de agosto de 2017, 19:45 | (2) Sheffield Wednesday                                                 | 4 - 1   | Chesterfield (4) | Hillsborough Stadium, Sheffield                     |                                                     |
|                            | - G. Hooper 43' - S. Fletcher 45+2' - B. Bannan 75' - S. Hutchinson 83' | Reporte | - K. Dennis 38'  | Asistencia: 11682 espectadores Árbitro(s): R. Joyce | Asistencia: 11682 espectadores Árbitro(s): R. Joyce |

| 8 de agosto de 2017, 19:45 | (3) Southend United | 0 - 2   | Newport County (4)     | Roots Hall, Southend-on-Sea                          |                                                      |
|                            |                     | Reporte | - S. McCoulsky 52' 58' | Asistencia: 2998 espectadores Árbitro(s): A. Coggins | Asistencia: 2998 espectadores Árbitro(s): A. Coggins |

| 8 de agosto de 2017, 19:45 | (3) Wigan Athletic                 | 2 - 1   | Blackpool (3)        | DW Stadium, Wigan                                      |                                                        |
|                            | - J. Laurent 17' - J. Flores 45+1' | Reporte | - A. Gnanduillet 59' | Asistencia: 3391 espectadores Árbitro(s): C. Sarginson | Asistencia: 3391 espectadores Árbitro(s): C. Sarginson |

| 8 de agosto de 2017, 19:45 | (2) Wolverhampton Wanderers | 1 - 0   | Yeovil Town (4) | Molineux Stadium, Wolverhampton                    |                                                    |
|                            | - N. Dicko 76'              | Reporte |                 | Asistencia: 9478 espectadores Árbitro(s): R. Lewis | Asistencia: 9478 espectadores Árbitro(s): R. Lewis |

| 8 de agosto de 2017, 19:45 | (4) Wycombe Wanderers | 0 - 2   | Fulham (2)                       | Adams Park, High Wycombe                          |                                                   |
|                            |                       | Reporte | - Lucas Piazón 67' - D. Odoi 81' | Asistencia: 3639 espectadores Árbitro(s): G. Ward | Asistencia: 3639 espectadores Árbitro(s): G. Ward |

| 8 de agosto de 2017, 20:00 | (2) Reading        | 2 - 0   | Gillingham (3) | Madejski Stadium, Reading                             |                                                       |
|                            | - L. Kelly 71' 86' | Reporte |                | Asistencia: 5936 espectadores Árbitro(s): B. Huxtable | Asistencia: 5936 espectadores Árbitro(s): B. Huxtable |

| 9 de agosto de 2017, 19:45 | (4) Colchester United | 1 - 2   | Aston Villa (2)                    | Colchester Community Stadium, Colchester            |                                                     |
|                            | - F. Kent 39'         | Reporte | - S. Hogan 7' - F. Kent 19' (a.g.) | Asistencia: 6603 espectadores Árbitro(s): J. Brooks | Asistencia: 6603 espectadores Árbitro(s): J. Brooks |

| 9 de agosto de 2017, 19:45 | (4) Crewe Alexandra | 1 - 2   | Bolton Wanderers (2)              | Gresty Road, Crewe                                   |                                                      |
|                            | - C. Porter 42'     | Reporte | - A. Armstrong 70' - D. Osede 81' | Asistencia: 3167 espectadores Árbitro(s): M. Heywood | Asistencia: 3167 espectadores Árbitro(s): M. Heywood |

| 9 de agosto de 2017, 19:45 | (2) Leeds United                        | 4 - 1   | Port Vale (4)  | Elland Road, Leeds                                   |                                                      |
|                            | - Samu Sáiz 12' 60' 62' - C. Ekuban 83' | Reporte | - M. Tonge 36' | Asistencia: 15431 espectadores Árbitro(s): P. Bankes | Asistencia: 15431 espectadores Árbitro(s): P. Bankes |

| 9 de agosto de 2017, 19:45 | (3) Oldham Athletic            | 2 - 3   | Burton Albion (2)                            | Boundary Park, Oldham                               |                                                     |
|                            | - P. Green 55' - C. Davies 67' | Reporte | - L. Varney 47' - M. Lund 69' - L. Akins 86' | Asistencia: 2176 espectadores Árbitro(s): S. Duncan | Asistencia: 2176 espectadores Árbitro(s): S. Duncan |

| 9 de agosto de 2017, 19:45 | (2) Sheffield United                                      | 3 - 2   | Walsall (3)                          | Bramall Lane, Sheffield                             |                                                     |
|                            | - K. Roberts 74' (a.g.) - N. Thomas 79' - D. Lafferty 82' | Reporte | - A. Bakayoko 13' - E. Oztumer 90+1' | Asistencia: 5210 espectadores Árbitro(s): K. Friend | Asistencia: 5210 espectadores Árbitro(s): K. Friend |

| 10 de agosto de 2017, 19:45 | (3) Bury | 0 - 1   | Sunderland (2)    | Gigg Lane, Bury                                    |                                                    |
|                             |          | Reporte | - G. Honeyman 69' | Asistencia: 3470 espectadores Árbitro(s): R. Jones | Asistencia: 3470 espectadores Árbitro(s): R. Jones |

| 22 de agosto de 2017, 19:45 | (4) Grimsby Town | 0 - 1   | Derby County (2) | Blundell Park, Grimsby                              |                                                     |
|                             |                  | Reporte | - M. Vydra 53'   | Asistencia: 3033 espectadores Árbitro(s): T. Kettle | Asistencia: 3033 espectadores Árbitro(s): T. Kettle |

## Segunda ronda
En ésta ronda participan los 35 equipos que ganaron la ronda anterior e ingresan 15 correspondientes a 13 equipos de la Premier League que no están involucrados en torneos europeos y 2 equipos de la Football League Championship. El sorteo tuvo lugar el 10 de agosto.
Las eliminatorias son a partido único. En negrilla los equipos que avanzan a la siguiente ronda.
| 22 de agosto de 2017, 19:30 | (1) Crystal Palace    | 2 - 1   | Ipswich Town (2)  | Selhurst Park, Londres                              |                                                     |
|                             | - J. McArthur 76' 85' | Reporte | - B. Celina 90+1' | Asistencia: 9837 espectadores Árbitro(s): A. Davies | Asistencia: 9837 espectadores Árbitro(s): A. Davies |

| 22 de agosto de 2017, 19:45 | (4) Carlisle United | 1 - 2   | Sunderland (2)               | Brunton Park, Carlisle                            |                                                   |
|                             | - D. Grainger 60'   | Reporte | - D. Love 25' - L. Gooch 80' | Asistencia: 8187 espectadores Árbitro(s): D. Bond | Asistencia: 8187 espectadores Árbitro(s): D. Bond |

| 22 de agosto de 2017, 19:45 | (4) Accrington Stanley | 1 - 3   | West Bromwich Albion (1)                             | Wham Stadium, Accrington                             |                                                      |
|                             | - T. Dallison 88'      | Reporte | - S. Rondón 11' - M. Phillips 31' - J. Rodriguez 64' | Asistencia: 2699 espectadores Árbitro(s): J. Simpson | Asistencia: 2699 espectadores Árbitro(s): J. Simpson |

| 22 de agosto de 2017, 19:45 | (2) Leeds United                                     | 5 - 1   | Newport County (4) | Elland Road, Leeds                                  |                                                     |
|                             | - K. Roofe 44' 49' 65' - S. Sáiz 78' - R. Vieira 89' | Reporte | - J. Labadie 33'   | Asistencia: 17098 espectadores Árbitro(s): R. Joyce | Asistencia: 17098 espectadores Árbitro(s): R. Joyce |

| 22 de agosto de 2017, 19:45 | (2) Middlesbrough                                   | 3 - 0   | Scunthorpe United | Riverside Stadium, Middlesbrough                     |                                                      |
|                             | - Fábio 17' - Lewis Baker 30' - Ashley Fletcher 55' | Reporte |                   | Asistencia: 12679 espectadores Árbitro(s): A. Madley | Asistencia: 12679 espectadores Árbitro(s): A. Madley |

| 22 de agosto de 2017, 19:45 | (3) Doncaster Rovers       | 2 - 0   | Hull City (2) | Keepmoat Stadium, Doncaster                            |                                                        |
|                             | - A. May 48' - T. Rowe 54' | Reporte |               | Asistencia: 7139 espectadores Árbitro(s): G. Salisbury | Asistencia: 7139 espectadores Árbitro(s): G. Salisbury |

| 22 de agosto de 2017, 19:45 | (3) Sheffield United | 1 - 4   | Leicester City (1)                                 | Bramall Lane, Sheffield                                  |                                                          |
|                             | - C. Lavery 83'      | Reporte | - D. Gray 52' - I. Slimani 63' 67' - A. Musa 90+3' | Asistencia: 11280 espectadores Árbitro(s): T. Harrington | Asistencia: 11280 espectadores Árbitro(s): T. Harrington |

| 22 de agosto de 2017, 19:45 | (2) Aston Villa                                       | 4 - 1   | Wigan Athletic (3) | Villa Park, Birmingham                                 |                                                        |
|                             | - S. Hogan 19' 44' - A. Adomah 36' - B. Bjarnason 74' | Reporte | - R. Colclough 43' | Asistencia: 18108 espectadores Árbitro(s): D. Drysdale | Asistencia: 18108 espectadores Árbitro(s): D. Drysdale |

| 22 de agosto de 2017, 19:45 | (2) Queens Park Rangers | 1 - 4   | Brentford (2)                                                          | Loftus Road, Londres                                   |                                                        |
|                             | - D. Furlong 43'        | Reporte | - A. Borysiuk 10' (a.g.) - J. Egan 19' - N. Maupay 32' - J. Clarke 83' | Asistencia: 9719 espectadores Árbitro(s): C. Sarginson | Asistencia: 9719 espectadores Árbitro(s): C. Sarginson |

| 22 de agosto de 2017, 19:45 | (1) Watford                         | 2 - 3   | Bristol City (2)                                 | Vicarage Road, Watford                                |                                                       |
|                             | - É. Capoue 47' - A. Mariappa 90+5' | Reporte | - F. Hinds 59' - B. Reid 67' - N. Eliasson 90+3' | Asistencia: 9003 espectadores Árbitro(s): T. Robinson | Asistencia: 9003 espectadores Árbitro(s): T. Robinson |

| 22 de agosto de 2017, 19:45 | (2) Norwich City                                      | 4 - 1   | Charlton Athletic (3) | Carrow Road, Norwich                                 |                                                      |
|                             | - J. Murphy 21' 52' - M. Watkins 74' - T. Trybull 89' | Reporte | - L. Novak 5'         | Asistencia: 12521 espectadores Árbitro(s): A. Haines | Asistencia: 12521 espectadores Árbitro(s): A. Haines |

| 22 de agosto de 2017, 19:45 | (1) Brighton & Hove Albion | 1 - 0   | Barnet (4) | Falmer Stadium, Brighton                             |                                                      |
|                             | - J. Tilley 53'            | Reporte |            | Asistencia: 11414 espectadores Árbitro(s): S. Martin | Asistencia: 11414 espectadores Árbitro(s): S. Martin |

| 22 de agosto de 2017, 19:45 | (2) Cardiff City    | 1 - 2   | Burton Albion (2)            | Cardiff City Stadium, Cardiff                      |                                                    |
|                             | - A. Pilkington 76' | Reporte | - T. Naylor 26' - B. Fox 70' | Asistencia: 5820 espectadores Árbitro(s): J. Busby | Asistencia: 5820 espectadores Árbitro(s): J. Busby |

| 22 de agosto de 2017, 19:45 | (2) Fulham | 0 - 1   | Bristol Rovers (3) | Craven Cottage, Londres                                 |                                                         |
|                             |            | Reporte | - E. Harrison 13'  | Asistencia: 6243 espectadores Árbitro(s): D. Whitestone | Asistencia: 6243 espectadores Árbitro(s): D. Whitestone |

| 22 de agosto de 2017, 19:45 | (3) Milton Keynes Dons | 1 - 4   | Swansea City (1)                                | Stadium MK, Milton Keynes                          |                                                    |
|                             | - R. Seager 17'        | Reporte | - L. Fer 19' 60' - T. Abraham 71' - J. Ayew 86' | Asistencia: 5162 espectadores Árbitro(s): R. Jones | Asistencia: 5162 espectadores Árbitro(s): R. Jones |

| 22 de agosto de 2017, 19:45 | (2) Birmingham City  | 1 - 2   | Bournemouth (1)               | St Andrew's Stadium, Birmingham                         |                                                         |
|                             | - M. Kieftenbeld 11' | Reporte | - R. Fraser 46' - M. Pugh 68' | Asistencia: 8245 espectadores Árbitro(s): G. Eltringham | Asistencia: 8245 espectadores Árbitro(s): G. Eltringham |

| 22 de agosto de 2017, 20:00 | (2) Bolton Wanderers                                 | 3 - 2   | Sheffield Wednesday (2) | Macron Stadium, Bolton                            |                                                   |
|                             | - D. Dervite 42' - A. Armstrong 57' - J. Karacan 64' | Reporte | - J. Rhodes 76' 83'     | Asistencia: 6385 espectadores Árbitro(s): D. Webb | Asistencia: 6385 espectadores Árbitro(s): D. Webb |

| 22 de agosto de 2017, 20:00 | (2) Reading                                     | 3 - 1 (pró.) | Millwall (3)      | Madejski Stadium, Reading                               |                                                         |
|                             | - L. Bacuna 34' - G. Evans 105' - S. Smith 116' | Reporte      | - S. Ferguson 37' | Asistencia: 7148 espectadores Árbitro(s): C. Breakspear | Asistencia: 7148 espectadores Árbitro(s): C. Breakspear |

| 23 de agosto de 2017, 19:45 | (1) Newcastle United                            | 2 - 3 (pró.) | Nottingham Forest (2)                 | St James' Park, Newcastle upon Tyne                   |                                                       |
|                             | - Aleksandar Mitrović 3' - Rolando Aarons 45+1' | Reporte      | - J. cummings 29' 31' - T. Walker 97' | Asistencia: 27709 espectadores Árbitro(s): D. England | Asistencia: 27709 espectadores Árbitro(s): D. England |

| 23 de agosto de 2017, 19:45 | (1) Huddersfield Town                 | 2 - 1   | Rotherham United (3) | John Smith's Stadium, Huddersfield                  |                                                     |
|                             | - Philip Billing 52' - Joe Lolley 54' | Reporte | - Semi Ajayi 1'      | Asistencia: 8290 espectadores Árbitro(s): P. Bankes | Asistencia: 8290 espectadores Árbitro(s): P. Bankes |

| 23 de agosto de 2017, 19:45 | (4) Cheltenham Town | 0 - 2   | West Ham United (1)                 | The Abbey Business Stadium, Cheltenham                |                                                       |
|                             |                     | Reporte | - Diafra Sakho 40' - André Ayew 43' | Asistencia: 6259 espectadores Árbitro(s): O. Langford | Asistencia: 6259 espectadores Árbitro(s): O. Langford |

| 23 de agosto de 2017, 19:45 | (1) Southampton | 0 - 2   | Wolverhampton Wanderers (2)       | St Mary's Stadium, Southampton                          |                                                         |
|                             |                 | Reporte | - Danny Batth 67' - D. Wilson 87' | Asistencia: 17931 espectadores Árbitro(s): J. Linington | Asistencia: 17931 espectadores Árbitro(s): J. Linington |

| 23 de agosto de 2017, 20:00 | (1) Stoke City                                             | 4 - 0   | Rochdale (3) | Bet365 Stadium, Stoke-on-Trent                      |                                                     |
|                             | - Joe Allen 16' 42' - Peter Crouch 29' - Ramadan Sobhi 80' | Reporte |              | Asistencia: 9930 espectadores Árbitro(s): S. Duncan | Asistencia: 9930 espectadores Árbitro(s): S. Duncan |

| 23 de agosto de 2017, 20:00 | (3) Blackburn Rovers | 0 - 2   | Burnley (1)                          | Ewood Park, Blackburn                                |                                                      |
|                             |                      | Reporte | - Jack Cork 27' - Robbie Brady 45+4' | Asistencia: 16313 espectadores Árbitro(s): S. Hooper | Asistencia: 16313 espectadores Árbitro(s): S. Hooper |

| 12 de septiembre de 2017, 19:45 | (2) Barnsley                                        | 3 - 2   | Derby County (2)                 | Oakwell Stadium, Barnsley                             |                                                       |
|                                 | - A. Jackson 18' - T. Bradshaw 73' - A. Hammill 88' | Reporte | - J. Russell 6' - M. Bennett 39' | Asistencia: 7163 espectadores Árbitro(s): E. Ilderton | Asistencia: 7163 espectadores Árbitro(s): E. Ilderton |

## Tercera ronda
En ésta ronda participan los 25 equipos que ganaron la ronda anterior e ingresan los 7 equipos de la Premier League involucrados en torneos europeos.
Las eliminatorias son a partido único. En negrilla los equipos que avanzan a la siguiente ronda.
| 19 de septiembre de 2017, 19:45 | (1) Leicester City                | 2:0 (0:0) | Liverpool (1) | King Power Stadium, Leicester                         |                                                       |
|                                 | - S. Okazaki 65' - I. Slimani 78' | Reporte   |               | Asistencia: 31609 espectadores Árbitro(s): S. Attwell | Asistencia: 31609 espectadores Árbitro(s): S. Attwell |

| 19 de septiembre de 2017, 19:45 | (2) Brentford     | 1:3 (0:1) | Norwich City (2)                     | Griffin Park, Londres                                  |                                                        |
|                                 | - J. Clarke 90+1' | Reporte   | - M. Vrančić 10' 51' - J. Murphy 68' | Asistencia: 4863 espectadores Árbitro(s): J. Linington | Asistencia: 4863 espectadores Árbitro(s): J. Linington |

| 19 de septiembre de 2017, 19:45 | (2) Wolverhampton Wanderers | 1:0 (0:0, 0:0) (pró.) | Bristol Rovers (3) | Molineux Stadium, Wolverhampton                          |                                                          |
|                                 | - B. Enobakhare 98'         | Reporte               |                    | Asistencia: 12740 espectadores Árbitro(s): T. Harrington | Asistencia: 12740 espectadores Árbitro(s): T. Harrington |

| 19 de septiembre de 2017, 19:45 | (1) Burnley                                     | 2:2 (2:2, 0:0) (pró.) (3:5 p.) | Leeds United (2)                                                | Turf Moor, Burnley                                 |                                                    |
|                                 | - C. Wood 89' - R. Brady 90+6'                  | Reporte                        | - H. Sacko 80' - P. Hernández 90+4'                             | Asistencia: 11799 espectadores Árbitro(s): D. Bond | Asistencia: 11799 espectadores Árbitro(s): D. Bond |
|                                 |                                                 | Tiros desde el punto penal     |                                                                 |                                                    |                                                    |
|                                 | - C. Wood - A. Barnes - R. Brady - J. Tarkowski |                                | - P. Lasogga - P. Hernández - M. Klich - E. Alioski - S. Dallas |                                                    |                                                    |

| 19 de septiembre de 2017, 19:45 | (2) Bristol City                  | 2:0 (0:0) | Stoke City (1) | Ashton Gate Stadium, Bristol                             |                                                          |
|                                 | - F. Diedhiou 50' - M. Taylor 60' | Reporte   |                | Asistencia: 13826 espectadores Árbitro(s): G. Eltringham | Asistencia: 13826 espectadores Árbitro(s): G. Eltringham |

| 19 de septiembre de 2017, 19:45 | (2) Aston Villa | 0:2 (0:0) | Middlesbrough (2)    | Villa Park, Birmingham                               |                                                      |
|                                 |                 | Reporte   | - P. Bamford 58' 67' | Asistencia: 11197 espectadores Árbitro(s): S. Martin | Asistencia: 11197 espectadores Árbitro(s): S. Martin |

| 19 de septiembre de 2017, 19:45 | (1) West Ham United                               | 3:0 (2:0) | Bolton Wanderers (2) | Olympic Stadium, Londres                             |                                                      |
|                                 | - A. Ogbonna 4' - D. Sakho 31' - A. Masuaku 90+4' | Reporte   |                      | Asistencia: 35806 espectadores Árbitro(s): S. Hooper | Asistencia: 35806 espectadores Árbitro(s): S. Hooper |

| 19 de septiembre de 2017, 19:45 | (1)Crystal Palace | 1:0 (1:0) | Huddersfield Town (1) | Selhurst Park, Londres                               |                                                      |
|                                 | - B. Sako 13'     | Reporte   |                       | Asistencia: 6607 espectadores Árbitro(s): L. Probert | Asistencia: 6607 espectadores Árbitro(s): L. Probert |

| 19 de septiembre de 2017, 19:45 | (1) Bournemouth | 1:0 (0:0, 0:0) (pró.) | Brighton & Hove Albion (1) | Vitality Stadium, Bournemouth                        |                                                      |
|                                 | - J. King 99'   | Reporte               |                            | Asistencia: 10372 espectadores Árbitro(s): K. Friend | Asistencia: 10372 espectadores Árbitro(s): K. Friend |

| 19 de septiembre de 2017, 20:00 | (2) Reading | 0:2 (0:0) | Swansea City (1)              | Madejski Stadium, Reading                           |                                                     |
|                                 |             | Reporte   | - A. Mawson 52' - J. Ayew 83' | Asistencia: 8729 espectadores Árbitro(s): A. Davies | Asistencia: 8729 espectadores Árbitro(s): A. Davies |

| 19 de septiembre de 2017, 20:00 | (1) Tottenham Hotspur | 1:0 (0:0) | Barnsley (2) | Wembley, Londres                                       |                                                        |
|                                 | - D. Alli 65'         | Reporte   |              | Asistencia: 23826 espectadores Árbitro(s): T. Robinson | Asistencia: 23826 espectadores Árbitro(s): T. Robinson |

| 20 de septiembre de 2017, 19:45 | (1) Everton                                | 3:0 (1:0) | Sunderland (2) | Goodison Park, Liverpool                               |                                                        |
|                                 | - D. Calvert-Lewin 38' 51' - O. Niasse 81' | Reporte   |                | Asistencia: 23000 espectadores Árbitro(s): O. Langford | Asistencia: 23000 espectadores Árbitro(s): O. Langford |

| 20 de septiembre de 2017, 19:45 | (1) Arsenal      | 1:0 (1:0) | Doncaster Rovers (3) | Emirates Stadium, Londres                            |                                                      |
|                                 | - T. Walcott 25' | Reporte   |                      | Asistencia: 44064 espectadores Árbitro(s): S. Duncan | Asistencia: 44064 espectadores Árbitro(s): S. Duncan |

| 20 de septiembre de 2017, 19:45 | (1) Chelsea                                              | 5:1 (3:0) | Nottingham Forest (2) | Stamford Bridge, Londres                               |                                                        |
|                                 | - Kenedy 13' - M. Batshuayi 19' 53' 86' - C. Musonda 40' | Reporte   | - T. Darikwa 90+1'    | Asistencia: 40621 espectadores Árbitro(s): C. Kavanagh | Asistencia: 40621 espectadores Árbitro(s): C. Kavanagh |

| 20 de septiembre de 2017, 20:00 | (1) West Bromwich Albion | 1:2 (0:1) | Manchester City (1) | The Hawthorns, West Bromwich                        |                                                     |
|                                 | - C. Yacob 72'           | Reporte   | - L. Sané 3' 77'    | Asistencia: 14953 espectadores Árbitro(s): M. Jones | Asistencia: 14953 espectadores Árbitro(s): M. Jones |

| 20 de septiembre de 2017, 20:00 | (1) Manchester United                                  | 4:1 (3:0) | Burton Albion (2) | Old Trafford, Manchester                            |                                                     |
|                                 | - M. Rashford 5' 17' - J. Lingard 36' - A. Martial 60' | Reporte   | - L. Dyer 90+1'   | Asistencia: 54256 espectadores Árbitro(s): G. Scott | Asistencia: 54256 espectadores Árbitro(s): G. Scott |

## Cuarta ronda
En ésta ronda participan los 16 equipos que ganaron la ronda anterior. El sorteo se llevó a cabo el 20 de septiembre de 2017.
Las eliminatorias son a partido único. En negrilla los equipos que avanzan a la siguiente ronda.
| 24 de octubre de 2017, 19:45 | (1) Bournemouth                               | 3:1 (0:0) | Middlesbrough (2) | Vitality Stadium, Bournemouth |                       |
|                              | J. Simpson 46' · C. Wilson 75' · B. Afobe 83' | Reporte   | M. Tavernier 56'  | Árbitro(s): S. Hooper         | Árbitro(s): S. Hooper |

| 24 de octubre de 2017, 19:45 | (1) Arsenal        | 2:1 (1:1, 0:1) (pró.) | Norwich City (2) | Emirates Stadium, Londres                            |                                                      |
|                              | E. Nketiah 85' 96' | Reporte               | J. Murphy 34'    | Asistencia: 58444 espectadores Árbitro(s): A. Madley | Asistencia: 58444 espectadores Árbitro(s): A. Madley |

| 24 de octubre de 2017, 19:45 | (2) Bristol City                                             | 4:1 (2:1) | Crystal Palace (1) | Ashton Gate Stadium, Bristol                           |                                                        |
|                              | M. Taylor 34' · M. Đurić 39' · J. Bryan 60' · C. O'Dowda 66' | Reporte   | B. Sako 21'        | Asistencia: 21901 espectadores Árbitro(s): T. Robinson | Asistencia: 21901 espectadores Árbitro(s): T. Robinson |

| 24 de octubre de 2017, 19:45 | (1) Leicester City                               | 3:1 (1:1) | Leeds United (2) | King Power Stadium, Leicester                         |                                                       |
|                              | K. Iheanacho 30' · I.Slimani 71' · R. Mahrez 88' | Reporte   | P. Hernández 26' | Asistencia: 31516 espectadores Árbitro(s): L. Probert | Asistencia: 31516 espectadores Árbitro(s): L. Probert |

| 24 de octubre de 2017, 19:45 | (1) Swansea City | 0:2 (0:1) | Manchester United (1) | Liberty Stadium, Swansea                             |                                                      |
|                              |                  | Reporte   | J. Lingard 21' 59'    | Asistencia: 20083 espectadores Árbitro(s): R. Madley | Asistencia: 20083 espectadores Árbitro(s): R. Madley |

| 24 de octubre de 2017, 20:00 | (1) Manchester City                           | 0:0 (pró.) (4:1 p.)        | Wolverhampton Wanderers (2)         | Etihad Stadium, Mánchester                           |                                                      |
|                              |                                               | Reporte                    |                                     | Asistencia: 50755 espectadores Árbitro(s): K. Friend | Asistencia: 50755 espectadores Árbitro(s): K. Friend |
|                              |                                               | Tiros desde el punto penal |                                     |                                                      |                                                      |
|                              | K. De Bruyne · Y. Touré · L. Sané · S. Agüero |                            | L. Bonatini · A. N'Diaye · C. Coady |                                                      |                                                      |

| 25 de octubre de 2017, 19:45 | (1) Chelsea                      | 2:1 (1:0) | Everton (1)              | Stamford Bridge, Londres                                |                                                         |
|                              | - A. Rüdiger 26' - Willian 90+2' | Reporte   | - D. Calvert-Lewin 90+4' | Asistencia: 40655 espectadores Árbitro(s): N. Swarbrick | Asistencia: 40655 espectadores Árbitro(s): N. Swarbrick |

| 25 de octubre de 2017, 20:00 | (1) Tottenham Hotspur         | 2:3 (2:0) | West Ham United (1)                | Wembley, Londres                                   |                                                    |
|                              | - M. Sissoko 6' - D. Alli 37' | Reporte   | - A. Ayew 55' 60' - A. Ogbonna 70' | Asistencia: 36168 espectadores Árbitro(s): M. Dean | Asistencia: 36168 espectadores Árbitro(s): M. Dean |

## Quinta ronda
En ésta ronda participan los 8 equipos que ganaron la ronda anterior. 
Las eliminatorias son a partido único. En negrilla los equipos que avanzan a la siguiente ronda. Los partidos se jugaron el 19 y 20 de diciembre de 2017.
| 19 de diciembre de 2017, 19:45 | (1) Arsenal | 1:0 (1:0) | West Ham United (1) | Emirates Stadium, Londres                             |                                                       |
|                                | Welbeck 42' | Reporte   |                     | Asistencia: 44.741 espectadores Árbitro(s): K. Friend | Asistencia: 44.741 espectadores Árbitro(s): K. Friend |

| 19 de diciembre de 2017, 20:00 | (1) Leicester City                        | 1:1 (1:1, 0:1) (pró.) (3:4 p.) | Manchester City (1)                  | King Power Stadium, Leicester                       |                                                     |
|                                | Vardy 90+7'                               | Reporte                        | Silva 26'                            | Asistencia: 31.562 espectadores Árbitro(s): M. Dean | Asistencia: 31.562 espectadores Árbitro(s): M. Dean |
|                                |                                           | Tiros desde el punto penal     |                                      |                                                     |                                                     |
|                                | Fuchs · Maguire · Iborra · Vardy · Mahrez |                                | Gündoğan · Y. Touré · Nmecha · Jesus |                                                     |                                                     |

| 20 de diciembre de 2017, 19:45 | (1) Chelsea                | 2:1 (1:0) | Bournemouth (1) | Stamford Bridge, Londres |                      |
|                                | Willian 13' · Morata 90+1' | Reporte   | Gosling 90'     | Árbitro(s): L. Mason     | Árbitro(s): L. Mason |

| 20 de diciembre de 2017, 20:00 | (2) Bristol City        | 2:1 (0:0) | Manchester United (1) | Ashton Gate Stadium, Bristol                          |                                                       |
|                                | Bryan 51' · Smith 90+3' | Reporte   | Ibrahimović 58'       | Asistencia: 26.088 espectadores Árbitro(s): R. Madley | Asistencia: 26.088 espectadores Árbitro(s): R. Madley |

## Semifinales
En ésta ronda participan los 4 equipos que ganaron la ronda anterior, en la cual se realizara en partidos de ida y vuelta para definir los finalistas del torneo. Estos encuentros se llevaran a cabo entre el 9 y 24 de enero de 2018.

### Ida
| 9 de enero de 2018, 19:45 | (1) Manchester City          | 2:1 (0:1) | Bristol City (2) | Etihad Stadium, Mánchester |                            |
|                           | De Bruyne 55' · Agüero 90+2' | Reporte   | Reid 44'         | Árbitro(s): Anthony Taylor | Árbitro(s): Anthony Taylor |

| 10 de enero de 2018, 20:00 | (1) Chelsea | 0:0     | Arsenal (1) | Stamford Bridge, Londres    |                             |
|                            |             | Reporte |             | Árbitro(s): Martin Atkinson | Árbitro(s): Martin Atkinson |

### Vuelta
| 23 de enero de 2018, 19:45 | (2) Bristol City       | 2:3 (0:1) | (1) Manchester City                     | Ashton Gate Stadium, Bristol |                      |
|                            | Pack 64' · Flint 90+4' | Reporte   | Sané 43' · Agüero 49' · De Bruyne 90+6' | Árbitro(s): G. Scott         | Árbitro(s): G. Scott |

| 24 de enero de 2018, 20:00 | (1) Arsenal                    | 2:1 (1:1) | (1) Chelsea | Emirates Stadium, Londres  |                            |
|                            | Rüdiger 12' (a.g.) · Xhaka 60' | Reporte   | Hazard 7'   | Árbitro(s): Michael Oliver | Árbitro(s): Michael Oliver |

## Final
Se disputó el 25 de febrero en el Estadio Wembley.

### Ficha
| 1          | POR        | Claudio Bravo    |     |
| 2          | DEF        | Kyle Walker      |     |
| 4          | DEF        | Vincent Kompany  |     |
| 30         | DEF        | Nicolás Otamendi |     |
| 3          | DEF        | Danilo           |     |
| 8          | MED        | İlkay Gündoğan   |     |
| 25         | MED        | Fernandinho      | 52' |
| 21         | MED        | David Silva      |     |
| 17         | DEL        | Kevin De Bruyne  |     |
| 19         | DEL        | Leroy Sané       | 77' |
| 10         | DEL        | Sergio Agüero    | 89' |
| Entrenador | Entrenador | Josep Guardiola  |     |

| 13         | POR        | David Ospina              |     |
| 21         | DEF        | Calum Chambers            | 65' |
| 20         | DEF        | Shkodran Mustafi          |     |
| 6          | DEF        | Laurent Koscielny         |     |
| 24         | DEF        | Héctor Bellerín           |     |
| 10         | MED        | Jack Wilshere             |     |
| 29         | MED        | Granit Xhaka              |     |
| 18         | MED        | Nacho Monreal             | 26' |
| 11         | DEL        | Mesut Özil                |     |
| 8          | DEL        | Aaron Ramsey              | 73' |
| 14         | DEL        | Pierre-Emerick Aubameyang |     |
| Entrenador | Entrenador | Arsène Wenger             |     |

| 20 | MED | Bernardo Silva | 52' |
| 33 | DEL | Gabriel Jesus  | 77' |
| 47 | MED | Phil Foden     | 89' |

| 31 | DEF | Sead Kolašinac | 26' |
| 23 | DEL | Danny Welbeck  | 65' |
| 17 | DEL | Alex Iwobi     | 73' |

| Anotado | 18' | Sergio Agüero   | 1–0 |
| Anotado | 58' | Vincent Kompany | 2–0 |
| Anotado | 65' | David Silva     | 3–0 |

| Amonestado | 36' | Fernandinho     |
| Amonestado | 80' | Vincent Kompany |

| Amonestado | 24' | Héctor Bellerín |
| Amonestado | 32' | Aaron Ramsey    |
| Amonestado | 47' | Calum Chambers  |
| Amonestado | 88' | Jack Wilshere   |

| Árbitro             | Craig Pawson |
| Árbitros asistentes | Gary Beswick |
| Árbitros asistentes | Adam Nunn    |
| Cuarto árbitro      | Graham Scott |

| 1          | POR        | Claudio Bravo    |     |
| 2          | DEF        | Kyle Walker      |     |
| 4          | DEF        | Vincent Kompany  |     |
| 30         | DEF        | Nicolás Otamendi |     |
| 3          | DEF        | Danilo           |     |
| 8          | MED        | İlkay Gündoğan   |     |
| 25         | MED        | Fernandinho      | 52' |
| 21         | MED        | David Silva      |     |
| 17         | DEL        | Kevin De Bruyne  |     |
| 19         | DEL        | Leroy Sané       | 77' |
| 10         | DEL        | Sergio Agüero    | 89' |
| Entrenador | Entrenador | Josep Guardiola  |     |

| 13         | POR        | David Ospina              |     |
| 21         | DEF        | Calum Chambers            | 65' |
| 20         | DEF        | Shkodran Mustafi          |     |
| 6          | DEF        | Laurent Koscielny         |     |
| 24         | DEF        | Héctor Bellerín           |     |
| 10         | MED        | Jack Wilshere             |     |
| 29         | MED        | Granit Xhaka              |     |
| 18         | MED        | Nacho Monreal             | 26' |
| 11         | DEL        | Mesut Özil                |     |
| 8          | DEL        | Aaron Ramsey              | 73' |
| 14         | DEL        | Pierre-Emerick Aubameyang |     |
| Entrenador | Entrenador | Arsène Wenger             |     |

| 20 | MED | Bernardo Silva | 52' |
| 33 | DEL | Gabriel Jesus  | 77' |
| 47 | MED | Phil Foden     | 89' |

| 31 | DEF | Sead Kolašinac | 26' |
| 23 | DEL | Danny Welbeck  | 65' |
| 17 | DEL | Alex Iwobi     | 73' |

| Anotado | 18' | Sergio Agüero   | 1–0 |
| Anotado | 58' | Vincent Kompany | 2–0 |
| Anotado | 65' | David Silva     | 3–0 |

| Amonestado | 36' | Fernandinho     |
| Amonestado | 80' | Vincent Kompany |

| Amonestado | 24' | Héctor Bellerín |
| Amonestado | 32' | Aaron Ramsey    |
| Amonestado | 47' | Calum Chambers  |
| Amonestado | 88' | Jack Wilshere   |

| Árbitro             | Craig Pawson |
| Árbitros asistentes | Gary Beswick |
| Árbitros asistentes | Adam Nunn    |
| Cuarto árbitro      | Graham Scott |

|                                   |
| Bandera de Inglaterra             |
| Campeón Manchester City 5° título |

## Goleadores
| Jugador          | Equipo            | Goles |
| ---------------- | ----------------- | ----- |
| Islam Slimani    | Leicester City    | 4     |
| Samuel Sáiz      | Leeds United      | 4     |
| Josh Murphy      | Norwich City      | 4     |
| Leroy Sané       | Manchester City   | 3     |
| Michy Batshuayi  | Chelsea           | 3     |
| André Ayew       | West Ham United   | 3     |
| Jesse Lingard    | Manchester United | 3     |
| Che Adams        | Birmingham City   | 3     |
| Tom Bradshaw     | Barnsley          | 3     |
| Scott Hogan      | Aston Villa       | 3     |
| Kemar Roofe      | Leeds United      | 3     |
| Jason Cummings   | Nottingham Forest | 3     |
| Referencia: ESPN |                   |       |